# فیش‌نگار نور
فیش‌نگار نور یک نرم‌افزار رایگان برای فیش‌برداری است که امکان رده‌بندی چندسطحی برای فیش‌های متنی و صوتی را فراهم می‌آورد. در این نرم‌افزار علاوه بر رده‌بندی سلسله‌مراتبی فیش‌ها، می‌توان به آنها برچسب (tag) زد. در حال حاضر فیش‌نگار توسط مرکز تحقیقات کامپیوتری علوم اسلامی به رایگان عرضه می‌شود. 

## امکانات
- فیش‌برداری موضوعی و لفظی بر مبنای کلیدواژه، نمایه با امکانات مختلف
- دسترسی به فیش‌ها بر اساس تاریخ، موضوع، منبع، کلیدواژه، نمایه یا سخنرانی
- فیش‌برداری صوتی و جستجوی پیشرفته در فیش‌ها
- گزارش‌گیری پیشرفته، خروجی در قالب فایل Word و امکان ویرایش گزارش در محیط word
- خروجی گزارش به شکل مقاله و کتاب
- استفاده از بانک‌های متنوع و امکان ادغام یا تجزیه آنها در دو رایانه مختلف
- امکان جستجو در متون اعراب‌گذاری‌شده